# علم النفس المناخي
علم النفس المناخي هو مجال يهدف إلى زيادة فهمنا للعمليات النفسية التي تحدث استجابة لتغير المناخ وفقدان التنوع البيولوجي وما يترتب عليه من آثار. كما تسعى إلى تعزيز السبل الإبداعية للتواصل مع الجمهور بشأن تغير المناخ؛ مما يعني المساهمة في التغيير على المستويات الشخصية والمجتمعية والثقافية والسياسية؛ ودعم النشطاء والعلماء واضعي السياسات لإحداث تغيير فعال؛ ورعاية القدرة النفسية على التكيف مع الآثار المدمرة لتغير المناخ التي تحدث الآن و أيضا في المستقبل.
علم النفس المناخي هو نهج متعدد التخصصات للبحث والممارسة. كما يركز على التردد على نطاق المجتمع في اتخاذ الإجراءات المناسبة فيما يتعلق بالتهديد المتصاعد لتغير المناخ. وهو يرى أن أي المشكلة تتطلب نهجا أعمق، لذلك فهو يفحص مقاومتنا للمعرفة المشكلة والتصرف معها، بدلاً من رؤيتها على أنها «نقص في المعلومات» بل يجب معالجتها من خلال الأساليب المعرفية أو السلوكية. وكما يشدد على أهمية العواطف البشرية والهويات والافتراضات الثقافية. وإضافة إلى ذلك، فإن هذا العلم يقر بأن الذات البشرية متداخلة في سياقها الاجتماعي والبيئي.

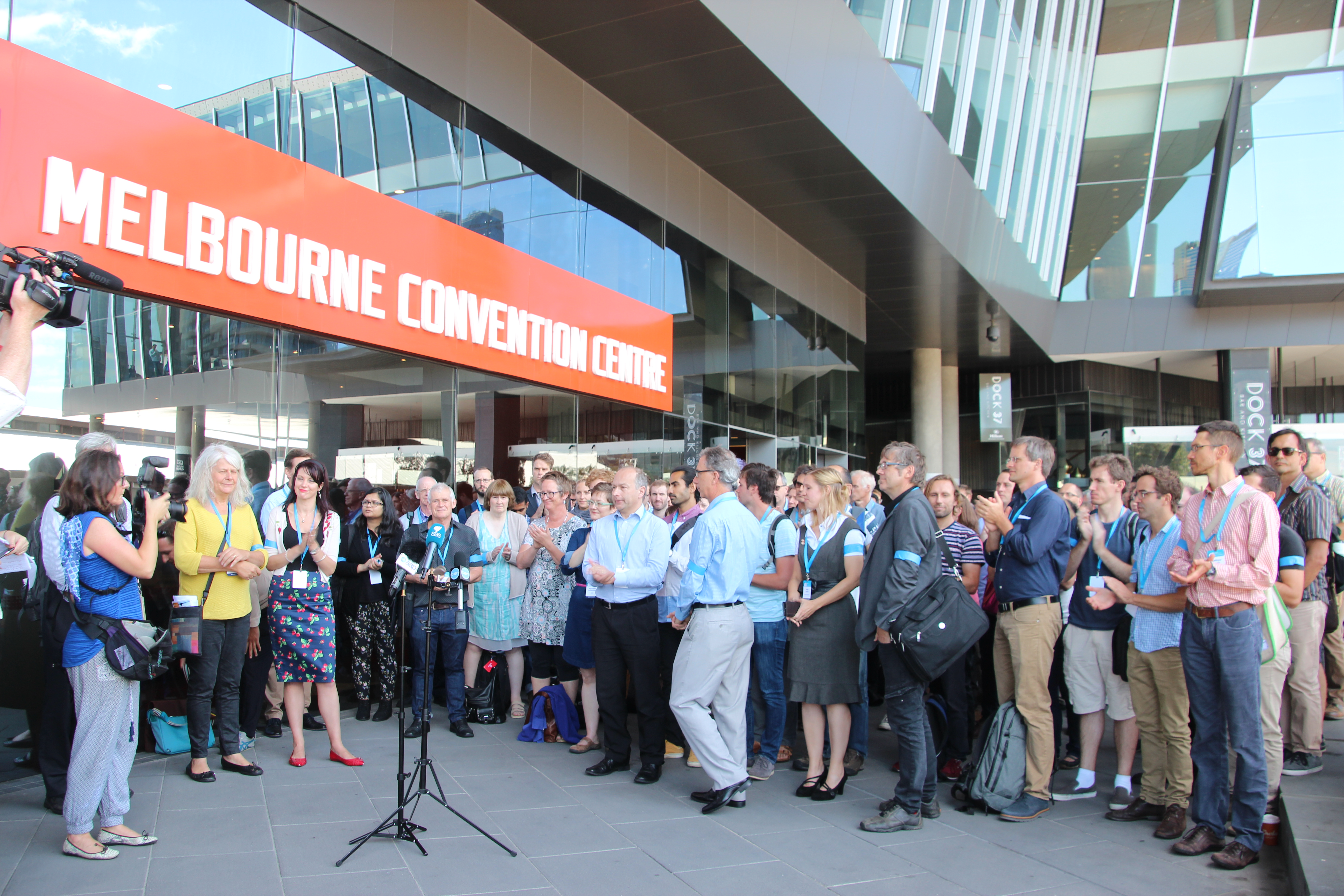
علماء المناخ يحتجون في عام 2016 ضد تخفيضات التمويل لأبحاث تغير المناخ

ومن أجل تحقيق وتطوير أهداف و نهج هذا العلم، يعتمد علم النفس المناخي على مجموعة واسعة من وجهات النظر، بما في ذلك: الأدب، والفلسفة، والأديان العالمية، والفنون، والعلوم الإنسانية، وتفكير المنهجي. ويستند جوهر النهج إلى مختلف التقاليد العلاجية النفسية والدراسات النفسية - الاجتماعية، مما يسمح لعلماء نفس المناخ بفهم العواطف والعمليات غير الواعية أو غير المعترف بها التي تؤثر على أفكار الناس ودوافعهم وسلوكياتهم. وينطبق ذلك بصفة خاصة على هذه العمليات التي تظهر على نطاق واسع في السياق المجتمع والثقافة .
وترجع أصول علم النفس المناخي إلى أعمال العالم النفسي هارولد سيرلز وعمله على العوامل اللاواعية التي تؤثر على اغتراب/ ابتعاد الناس عن بقية في الطبيعة. وكذلك تأثر بشدة بمجال علم النفس الإيكولوجي وتأكيده على مبدأ علاقات الناس بالعالم الطبيعي. ونظرا لتزايد القبول على نطاق المجتمع لمخاطر تغير المناخ، كان هناك اهتمام أكبر بفهم العمليات النفسية الكامنة وراء مقاومة اتخاذ الإجراءات المناسبة، ولا سيما ظاهرة نكران التغير المناخي. وفي الآونة الأخيرة، بدأت القاعدة الأدبية لعلماء نفس المناخ في التركيز على العواطف القوية المرتبطة بتغير المناخ وفقدان التنوع البيولوجي على نطاق الكوكب بأكمله.